# Kardemir
Koordinaten: 41° 11′ 11,7″ N, 32° 38′ 5,6″ O

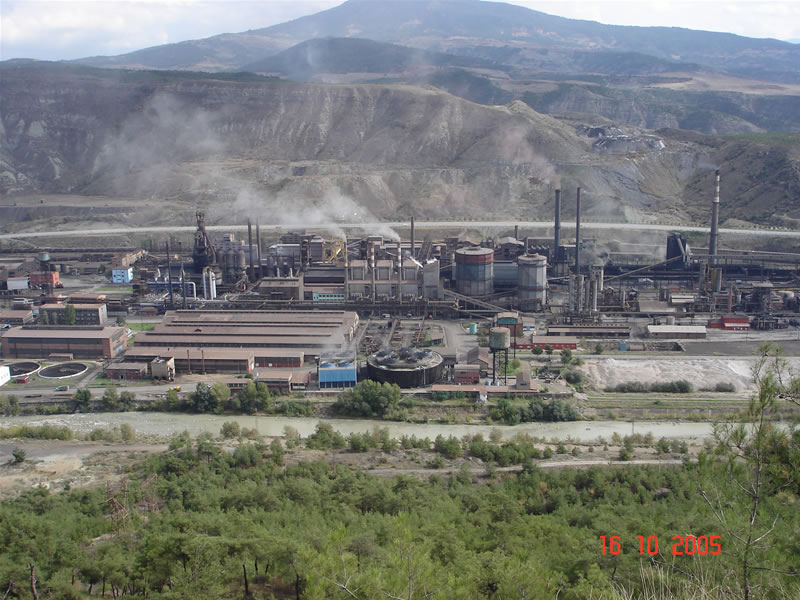
Stahlwerk Karabük

Kardemir (Abkürzung von türkisch Karabük Demir Çelik Fabrikaları) ist ein türkischer Stahlhersteller mit Sitz in Karabük. Er wurde 1937 im Rahmen von Atatürks Industrialisierungsstrategie gegründet und 1995 privatisiert.
Das Unternehmen ist ein Langstahlhersteller, der Baustahl, Knüppel, Profile und Schienen produziert. Die Stahlerzeugungskapazität beträgt 3 Mio. t pro Jahr in 5 Hochöfen.